# Stonecrest (Georgia)
Stonecrest ist eine Stadt im DeKalb County des US-Bundesstaates Georgia. Sie ist Teil der Metropolregion Atlanta. Das U.S. Census Bureau hat bei der Volkszählung 2020 eine Einwohnerzahl von 59.194 ermittelt.

## Geschichte
Die Einwohner des Gebiets stimmten bei den allgemeinen Wahlen im November 2016 für die Gründung der Stadt. Im März 2017 fanden Wahlen statt, um Vertreter für fünf Stadtratsbezirke sowie den Bürgermeister zu wählen.
Die Stadt hatte einen Plan zur Ausgliederung von 345 Hektar ihres Gebiets beschlossen, damit die Legislative von Georgia eine neue Stadt mit dem Namen Amazon gründen konnte, falls Stonecrest als Standort für den neuen Hauptsitz von Amazon ausgewählt würde, ein Projekt, das Investitionen in Milliardenhöhe und die Schaffung von 50.000 Arbeitsplätzen nach sich ziehen würde. Als Standort für den neuen Hauptsitz wurde aber schließlich Virginia ausgewählt.

## Demografie
Nach der Volkszählung von 2020 leben in Stonecrest 59.194 Menschen. Die Bevölkerung teilte sich im selben Jahr auf in 2,6 % Weiße, 92,3 % Afroamerikaner, 0,4 % Asiaten, 1,3 % Andere und 3,2 % mit zwei oder mehr Ethnizitäten. Hispanics oder Latinos aller Ethnien machten 12,5 % der Bevölkerung aus. Das mittlere Haushaltseinkommen lag 2019 bei 49.865 US-Dollar und die Armutsquote bei 15,5 %.